# Campionato Italiano A1 (Floorball)
Das Campionato Italiano A1 ist die höchste Spielklasse im italienischen Floorball (Unihockey). 2002 wurde die erste Saison der Meisterschaft gestartet. Nach einer zweijährigen Wettkampfpause aufgrund der COVID-19-Pandemie ging es 2021 mit dem Spielbetrieb weiter. Die Liga wird von Teams aus der Provinz Südtirol dominiert, die in der Saison 2024/25 die Hälfte aller Teams stellte. Des Weiteren entfallen zwölf von bisher 21 Meistertiteln auf Mannschaften aus Südtirol.
Die Ligagröße schwankte in den letzten Jahren zwischen fünf und acht Mannschaften. 2024/25 spielten sechs Mannschaften in einer doppelten Round Robin mit anschließenden Play-offs gegeneinander: Im Halbfinale wird im Best-of-Three-Modus gespielt, das Finale wird als Superfinal in einem einzigen Spiel ausgetragen. 
Der FC Milano Molotov konnte sich mit einem deutlichen 11:1 gegen den Titelverteidiger und Hauptrundensieger SSV Diamante Bozen zum zweiten Mal nach 2018 die Meisterschaft sichern.

## Mannschaften 2024/25
In der Saison 2024/25 sind sechs Mannschaften im Campionato Italiano A1 vertreten:
| Mannschaft                | Heimatstadt         |
| ------------------------- | ------------------- |
| SSV Diamante Bozen        | Bozen               |
| Viking Roma FC            | Rom                 |
| FC Milano Molotov         | Mailand             |
| UHC Wild Boars Varese     | Varese              |
| SV Sterzing               | Sterzing            |
| Floorball Algund-Gargazon | Algund und Gargazon |

## Meister
| Jahr | Meister                |
| ---- | ---------------------- |
| 2003 | SSV Diamante Bozen     |
| 2004 | SSV Diamante Bozen     |
| 2005 | SSV Diamante Bozen     |
| 2006 | FBC Bozen              |
| 2007 | Viking Roma FC         |
| 2008 | FBC Bozen              |
| 2009 | SSV Diamante Bozen     |
| 2010 | FBC Bozen              |
| 2011 | Viking Roma FC         |
| 2012 | SSV Diamante Bozen     |
| 2013 | FBC Bozen              |
| 2014 | GLS Floorball L'Aquila |
| 2015 | GLS Floorball L'Aquila |
| 2016 | FBC Bozen              |
| 2017 | GLS Floorball L'Aquila |
| 2018 | FC Milano Molotov      |
| 2019 | Viking Roma FC         |
| 2020 | nicht ausgetragen      |
| 2021 | nicht ausgetragen      |
| 2022 | SV Sterzing            |
| 2023 | Viking Roma FC         |
| 2024 | SSV Diamante Bozen     |
| 2025 | FC Milano Molotov      |